# Australomimetus maculosus
Espèce
Synonymes
- Mimetus maculosus Rainbow, 1904

Australomimetus maculosus est une espèce d'araignées aranéomorphes de la famille des Mimetidae.

## Distribution
Cette espèce en Australie en Tasmanie, au Victoria, en Nouvelle-Galles du Sud et au Queensland et en Nouvelle-Zélande,.

## Description
Le mâle décrit par Harms et Harvey en 2009 mesure 6,22 mm et la femelle 6,09 mm.

## Publication originale
- Rainbow, 1904 : « Studies in Australian Araneidae III. » Records of the Australian Museum, vol. 5, p. 326-336 (texte intégral).